# 후지나미가 (오나카토미씨)
후지나미 가(일본어: 藤波家 후지나미케[*])는 오나카토미씨의 후예인 당상가이다. 26개 반가 중 하나이다.

## 개요
간메이 천황에게 나카토미노 렌의 사성을 받은 나카토미 쓰네이와를 가조로 한다. 오나카토미씨는 대대로 이세제주 및 신기대부를 세습했다. 에도시대의 후지나미 다네타다는 관위가 종5위하에 머물면서 지하인으로 전락하고, 그 아들인 후지나미 토모타다는 다시 당상가로 복귀하지만, 죠오 2년 (1653년)에 고코묘 천황의 칙환을 받아 사도국에 유배되었다. 토모타다의 아들인 후지나미 카게타다(정2위 신기대부, 1647년~1727년)의 대에 가명을 후지나미로 확정한다.
자손은 계속해서 이세제주 및 신기대부를 세습한다.
에도시대의 가록은 172석, 그 밖의 제주료 666석 남짓이다. 에도 막부 말기의 후지나미 노리타다 (종2위 신기대부, 1823년~1891년)는 미일수호통상조약 체결에 반대해, 「정신88향열참사건」에 참가한 공경의 한 사람이었다.
메이지 시대 이후, 화족이 되어 코토타다가 자작의 작위를 받았다. 아오야마 영원에 노리타다 이후의 무덤이 있다.

## 에도 막부 말기의 영지
국립역사민족박물관의 『구고 구령 취조장 데이터베이스(旧高旧領取調帳データベース)』에서 산출된 막부 말기의 후지나미가의 영지는 아래와 같다. (4개 마을, 172석 1말 7되 9홉)
- 야마시로국 오타기군 니시가모마을의 일부 - 13석 1되 9홉
- 야마시로국 카도노군 우메코지마을의 일부 - 32석 9말 6되
- 야마시로국 오토쿠니군 鶏冠井마을의 일부 - 90석
- 야마시로국 키이군 吉祥院마을의 일부 - 36석 2말